# Rusty Jacobs
Rusty Jacobs (New York, 10 luglio 1967) è un attore, giornalista e conduttore radiofonico statunitense.

## Biografia
Rusty Jacobs ha iniziato la sua carriera in giovane età nel lungometraggio Taps - Squilli di rivolta del 1981 del regista Harold Becker. Noto al pubblico internazionale per aver interpretato nel 1984 il ruolo del giovane Maximilian "Max" Bercovicz nel famoso film C'era una volta in America diretto da Sergio Leone.
Negli anni '90 recita in due film del regista Peter Lilienthal e produce un documentario Carpati: 50 Miles, 50 Years.
Rusty trasferitosi nella Carolina del Nord ha lavorato alla WUNC North Carolina Public Radio come giornalista e conduttore dal 2001 al 2007. È ritornato alla radio nel 2017 dopo un'assenza di nove anni durante i quali ha frequentato la scuola di legge presso l'UNC Chapel Hill e poi ha lavorato come assistente procuratore distrettuale nella contea di Wake.

## Filmografia

### Attore
- Taps - Squilli di rivolta, regia di Harold Becker (1981)
- C'era una volta in America, regia di Sergio Leone (1984)
- Wasserman - Der singende Hund, regia Peter Lilienthal (1995) - film TV
- Angesichts der Wälder, regia di Peter Lilienthal (1996)

### Produttore
- Carpati: 50 Miles, 50 Years, regia di Yale Strom - documentario